# Serinproteasen
Serinproteasen sind eine Unterfamilie der Peptidasen (also Enzyme, welche Proteine und Peptide spalten).
Die Einteilung in diese Gruppe bezieht sich auf das aktive Zentrum der Peptidasen. Wie alle Enzyme haben auch Serinproteasen eine ganz bestimmte Struktur im aktiven Zentrum, hier die katalytische Triade. Bei den Serinproteasen findet sich dort die Aminosäure Serin.
Zu den Serinproteasen gehören die Verdauungsenzyme Trypsin, Chymotrypsin, Elastase sowie Plasmin und Thrombin, die beide eine entscheidende Rolle in der Blutgerinnung einnehmen, schließlich auch die von cytotoxischen T-Zellen zur Abtötung infizierter oder entarteter Körperzellen eingesetzten Granzyme.

## Katalysierte Reaktion

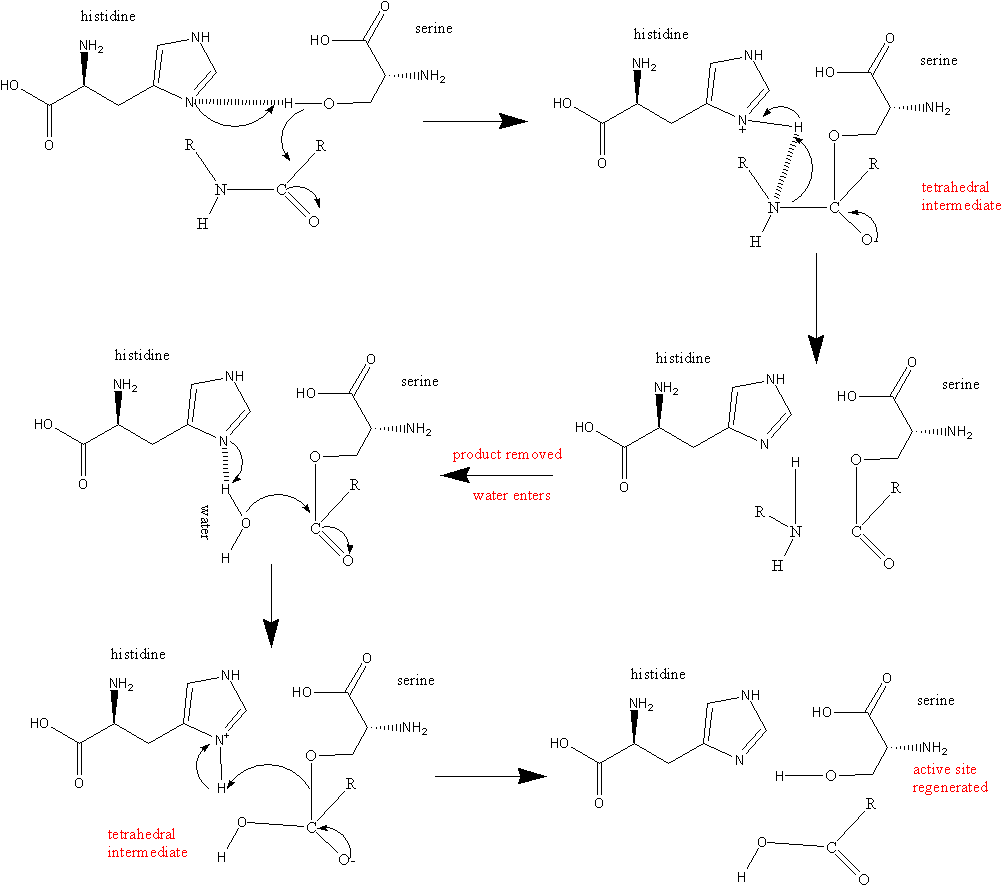
Reaktionsmechanismus

## Hemmung
Eine Hemmung von Serinproteasen findet im Körper beispielsweise durch bestimmte Proteine, die Serpine statt, um die Serinprotease nach getaner Arbeit abzuschalten. Ein Fehlen dieser Inhibitoren führt zu Thrombosen (Beispiel Antithrombin) oder Lungenemphysem (Beispiel Antitrypsin). In solchen Fällen können künstlich hergestellte Hemmstoffe gegeben werden, wie beispielsweise AEBSF und Phenylmethylsulfonylfluorid.
Die Serinproteasen unterliegen einer hochdifferenzierten Kontrolle durch ein Netzwerk von
miteinander interagierenden Kaskaden von Hemmsubstanzen. Es können zwei Formen unterschieden werden.

### Unspezifische Hemmung
Eine Form der Hemmung von Proteasen ist die Umhüllung durch einen Käfig.
Das Alpha-2-Makroglobulin umfängt aktivierte Proteasen wie eine Mausefalle.
Serinproteasen wie Präkallikrein und Thrombin werden so inaktiviert.

### Spezifische Hemmung
Eine andere Form der Hemmung von Serinproteasen ist eine hochspezifische durch Serpine, eine Klasse von Serinprotease-Inhibitoren. Viele Enzyme des Gerinnungssystems sind solche Serinproteasen und Serinprotease-Inhibitoren.

## Klassifizierung nach UniProt/MEROPS
Das UniProt-Consortium gibt regelmäßig eine Liste der Peptidasen heraus, die diese Enzyme nach ihrer evolutionären Abstammung kategorisiert. Die Daten der Liste sind, mit hochwertiger Information versehen, in der MEROPS-Datenbank abrufbar. Eng verwandte Moleküle sind dabei in Familien zusammengefasst, deren Bezeichner aus einem Buchstaben („S“ für Serinproteasen) und einer Zahl bestehen. Familien wiederum gehören zu Clans, deren Familien verwandt sind. Clan-Bezeichner haben statt Zahlen einen Buchstaben.
Es gibt 45 Serinprotease-Familien in 13 Clans (Stand: 2008), wobei dem Clan PA(S) mit 12 Familien eine herausragende Bedeutung zukommt.
| Clan  | Beschreibung                                                                         | Exemplarisches Enzym                             | UniProt | Familien                                    |
| ----- | ------------------------------------------------------------------------------------ | ------------------------------------------------ | ------- | ------------------------------------------- |
| PA(S) | Endopeptidasen mit kat. Zentrum His-Asp-Ser                                          | Chymotrypsin A (Bos taurus)                      | P00766  | S1 S3 S6 S7 S29 S30 S31 S32 S39 S46 S55 S64 |
| PB(S) | Autolytische Peptidasen. Nach Autolyse keine Peptidase-Aktivität. Ser am N-Terminus. | Penicillin G-Acylase (E. coli)                   | P06875  | S45                                         |
| PC(S) | Peptidasen mit kat. Zentrum Ser-His-Glu                                              | Dipeptidase E (Salmonella typhimurium)           | Q1R3S5  | S51                                         |
| SB    | Subtilase-Familie, Endo- und Exopeptidasen                                           | Subtilisin Carlsberg (Bacillus licheniformis)    | P00780  | S8 S53                                      |
| SC    | Endo- und Exopeptidasen mit kat. Zentrum Ser-Asp-His                                 | Serin-Carboxypeptidase D (Triticum aestivum)     | P08819  | S9 S10 S15 S28 S33 S37                      |
| SE    | Spez. Peptidasen im Metabolismus bakterieller Zellwände                              | D-Ala-D-Ala-Carboxypeptidase B (Streptomyces sp) | P15555  | S11 S12 S13                                 |
| SF    | Endopeptidasen mit kat. Zentrum Ser-His(Lys)                                         | UmuD-Protein (E. coli)                           | P0AG11  | S24 S26                                     |
| SH    | DNA-Virus-Endopeptidasen mit kat. Zentrum His-Ser-His                                | Assemblin (HHV-5)                                | P16753  | S21                                         |
| SJ    | Endopeptidasen mit kat. Zentrum Ser-Lys                                              | Lon-A-Peptidase (E. coli)                        | P0A9M0  | S16 S50 S69                                 |
| SK    | Endopeptidasen mit kat. Zentrum Ser-His-Asp                                          | Peptidase Clp Typ 1 (E. coli)                    | Q1RF98  | S14 S41 S49                                 |
| SP    | Autopeptidasen mit kat. Zentrum His-X-Ser                                            | Nucleoporin 145 (Homo sapiens)                   | P52948  | S59                                         |
| SQ    |                                                                                      | Aminopeptidase DmpA (Ochrobactrum anthropi)      |         | S58                                         |
| SR    | Endopeptidasen mit kat. Zentrum Lys-Ser                                              | Lactoferrin (Homo sapiens)                       | P02788  | S60                                         |
| SS    | Amidopeptidasen mit kat. Zentrum Ser-Glu-His                                         |                                                  |         | S66                                         |
| ST    | Transmembranpeptidasen mit Transmembrandomänen als Substrat                          |                                                  |         | S58                                         |
| S-    | ohne Zuordnung                                                                       |                                                  |         | S48 S62 S63 S68 S71 S72                     |

## Wichtige Serinproteasen
- die Verdauungsenzyme Trypsin, Chymotrypsin, Elastase (S1)
- prostataspezifisches Antigen und Tryptasen (S1)
- die Blutgerinnungsfaktoren Plasmin, Thrombin, Christmas-Faktor, Hageman-Faktor, Faktor VII-aktivierende Protease, Kallikrein (S1) und Stuart-Prower-Faktor (S2)
- MBTPS1 und Proteinase K (S8)
- Dipeptidylpeptidase 4 (S9)
- die für die Apoptose von körpereigenen und -fremden Zellen verantwortlichen Granzyme